# I re del mambo
I re del mambo (The Mambo Kings) è un film del 1992 diretto da Arne Glimcher e basato sul romanzo The Mambo Kings Play Songs of Love di Oscar Hijuelos, vincitore del Premio Pulitzer per la narrativa nel 1990.

## Trama
All'inizio degli anni Cinquanta, i fratelli musicisti cubani Cesar e Nestor Castillo lasciano L'Avana dopo essere stati coinvolti in una violenta disputa con i loschi proprietari di un club nel quale si esibivano. Stabilitisi a New York, i due fratelli si adattano a fare diversi lavori mentre cercano di rilanciare la loro carriera musicale. In un night club, nel quale Cesar incontra nella stella del mambo Tito Puente, tessono nuovi rapporti lavorativi e d'amicizia, oltre a far la conoscenza della venditrice di sigarette Lanna Lake, che presto s'innamora di Cesar.
Nel frattempo Nestor rimane indifferente alle altre donne e compone continuamente la sua elegia al perduto amore, la cubana Maria Rivera. Scrive numerose versioni della stessa canzone, Beautiful Maria of My Soul, finché un giorno non incontra Delores Fuentes, una giovane riservata ma gentile che desidera diventare insegnante. Quando rimane incinta, i due decidono di sposarsi.
Il destino ci mette lo zampino una sera in un club nel quale i fratelli Castillo hanno un lavoro part-time. La canzone d'amore di Nestor cattura l'interesse di un cliente, che risulta essere Desi Arnaz, frontman di un complesso cubano nonché stella della televisione statunitense. Dopo una piacevole serata a casa di Nestor e Delores, Arnaz invita i Castillo a cantare e recitare in un episodio della sua sitcom Lucy ed io.
Tuttavia la celebrità non dura. Nestor non è ambiziso quanto suo fratello e non desidera niente di più che aver un piccolo night club tutto suo. Sebbene ami Delores, gli manca la passione che sentiva per Maria in patria. Cesar nasconde i propri veri sentimenti, ritenendo che una donna come Delores sia in realtà perfetta per lui, e rivela al fratello che Maria si mise col criminale cubano Luis Fajardo perché Nestore avesse salva la vita. In una notte di burrasca, l'auto sulla quale viaggiano i fratelli Castillo esce di strada e si scontra con un albero. Cesar, sul sedile posteriore, ne esce quasi illeso, ma Nestor, che era alla guida, rimane ucciso. Per onorare la memoria di suo fratello, uno scosso Cesar inaugura il suo club. Delores l'onora di una visita e gli chiede di cantare Beautiful Maria of My Soul.

## Produzione

### Sviluppo
Arne Glimcher, mercante d'arte di New York appassionato della musica mambo, apprese che il suo vecchio amico Oscar Hijuelos stava scrivendo un romanzo su questo argomento. Dopo aver letto il manoscritto del romanzo  The Mambo Kings Play Songs of Love ("I Mambo Kings suonano canzoni d'amore"), nel 1988 Glimcher acquistò i diritti per un film, un anno prima della pubblicazione del libro. Scelse anche di dirigere personalmente il film, pensando di essere l'unico a poter adattare il libro adeguatamente. Glimcher ingaggiò successivamente la sceneggiatrice Cynthia Cidre, cubana di nascita, percé scrivesse il copione. La Cidre passò diciotto mesi a lavorare sulla sceneggiatura, e dopo 24 bozze aveva ridotto la storia al punto di coprire solo metà delle 407 pagine del libro di Hijuelos. Quantunque la trama del romanzo si svolga per vari decenni, gli eventi del film hanno luogo solo dal 1952 al 1955.
Diversi studi rifiutarono il film, col risultato che Glimcher dovette pagare gli stipendi della troupe con i proprio soldi. Quando il progetto fu proposto alla Universal Pictures, Glimcher tentò di convincere il presidente Tom Pollock a finanziarlo con un basso budget. Prima che la produzione potesse cominciare, Pollock insisté che si potesse utilizzare del materiale girato dalla serie televisiva Lucy ed io. In seguito alla morte di Lucille Ball nel 1989, Glimcher contattò i suoi figli Lucie Arnaz e Desi Arnaz, Jr. per chiedere il diritto di usare il girato della serie, ma questo gli fu negato. Poco dopo, la Universal abbandonò il film per disaccordi sul budget. Nel 1990, Glimcher scrisse una lettera a Desi Arnaz, Jr., chiedendogli di riconsiderare il suo diniego, e i due trovarono un accordo. Il progetto fu ripreso dalla Warner Bros. dopo che Glimcher si fu incontrato col presidente Terry Semel; questi lo presentò al produttore Arnon Milchan, la cui compagnia Regency Enterprises accettò di cofinanziare il film con la Warner Bros. e la francese Le Studio Canal+, con lo studio tedesco Alcor Films come coproducttore.

### Casting
Armand Assante e Antonio Banderas furono le scelte ideali di Glimcher per i ruoli di Cesar e Nestor Castillo. Assante era apparso in numerosi film ma non era ancora emerso come una stella di prima grandezza. Banderas, affermato attore spagnolo, si era stabilito a Los Angeles sperando di fare un debutto internazionale nel suo primo ruolo recitato in inglese. La Warner Bros. voleva scritturare Jeremy Irons come Cesar e Ray Liotta come Nestor. Entrambi gli attori avevano ricevuto apprezzamenti dalla critica per le loro rispettive interpretazioni nel film del 1990 Il mistero Von Bulow e Quei bravi ragazzi, e lo studio riteneva che potessero attrarre una platea più ampia. Tramite un traduttore, Glimcher disse a Banderas di lavorare per un mese a migliorare il suo inglese prima di fare un provino con Irons. Banderas imparò foneticamente le sue battute e lavorò con un istruttore durante la pre-produzione e le riprese. Sebbene il provino di Irons fosse piaciuto alla Warner Bros., Glimcher pensava che non fosse adatto alla parte e insisté per avere Assante: egli pensava che quest'ultimo averebbe portato fascino e capacità di seduzione al ruolo di Cesar, e lo studio cedette.
Cathy Moriarty fu la sola attrice considerata da Glimcher per il ruolo di Lanna Lake, sulla base della sua interpretazione in Toro scatenato (1980), spiegando la sua decisione con le parole: "Volevo una donna più che una ragazza. Volevo un personaggio che avesse vissuto, che avesse cicatrici, che avesse bellezza e dignità. Ho pensato alla vita di Cathy, e ho pensato a come ciò funzionasse anche per il personaggio". Annabella Sciorra era stata inizialmente scelta come Delores Fuentes, ma abbandonò la produzione per impegni concomitanti. Il ruolo andò allora all'attrice olandese Maruschka Detmers, che fu ingaggiata solo due settimane prima delle riprese; per lei fu il debutto in un film americano.
Per assicurarsi diritti a usare il metriale girato da Lucy ed io, Glimcher convinse Desi Arnaz, Jr. a interpretare suo padre Desi Arnaz. Per prepararsi al ruolo, Arnaz figlio si tinse i capelli di nero e indossò un braccialetto, un anello e una spilla che erano appartenuti a suo padre: "Non è che stessi cercando di apparire esattamente come lui. Stavo più cercando di cogliere il suo spirito e il modo di fare". Nel tentativo di ricreare il mondo del mambo degli anni Cinquanta, Glimcher scritturò i musicisti Tito Puente e Celia Cruz in parti di contorno.

### Riprese
La lavorazione iniziò il 18 marzo 1991. Il film fu realizzato con un budget di 15,5 milioni di dollari, e girato in esterni a Los Angeles, che rappresentò la New York degli anni Cinquanta. Il fotografo Michael Ballhaus girò utilizzando delle cineprese Arriflex 535. Per lo stile visivo del film, il production designer Stuart Wurtzel fu influenzato da fotografie degli anni Cinquanta e dal film del 1955 Mambo Madness. La costumista Ann Roth usò tessuti fatti come all'epoca per realizzare il guardaroba.
Le prime scene furono girate ai Ren-Mar Studios, dove venivano realizzate precedentemente le Desilu Productions. La location fu utilizzata per i set del salotto e del night club Tropicana di Lucy ed io. L'apparizione di Lucille Ball nell'episodio del 1952 "Cuban Pals" fu montata con il nuovo materiale girato. L'Ambassador Hotel fu usato per ricreare la Palladium Ballroom, una sala da concerti di New York. L'Embassy Theatre nel centro di Los Angeles rappresentò il night Club Babalu, mentre nel Tower Theatre si svolsero le scene ambientate nella fittizia Empire Ballroom. Un impianto di confezionamento delle carni a Vernon fu usato per le scene ambientate nel luogo di lavoro dei fratelli Castillo. Si girò anche a San Marino in California per rappresentare il Central Park di New York. Le scene ambientate in Messico furono girate sulla Westward Beach di Malibù. Le riprese si conlusero dopo 50 giorni.

### Colonna sonora
Assante e Banderas eseguirono personalmente le parti cantate dai loro personaggi, e studiarono per padroneggiare gli strumenti che usavano nel film. Assante s'impratichì sulle percussioni, per prepararsi a una scena nella quale il suo personaggio suona con Tito Puente. Banderas lavorò sulla corretta postura e sulla posizione delle dita sulla tromba, sebbene l'esecuzione della musica fosse eseguita da Arturo Sandoval. Il produttore esecutivo della musica Robert Kraft utilizzò brani degli anni Cinquanta che dovettero essere riregistrati in quanto erano disponibili solo in monofonia. La canzone Beautiful Maria of My Soul fu scritta appositamente per il film, con testo di Glimcher e musica di Kraft.
L'album della colonna sonora originale uscì nel 1991 per l'Elektra Records. Comprende diverse registazioni originali, brani reinterpretati e canzoni in stile mambo eseguite Sandoval, Tito Puente e Celia Cruz. La colonna sonora fu ridistribuita il 1º febbraio 2000, e include un remissaggio della canzone di Puente Ran Kan Kan eseguita da Olga Tañón e una versione alternativa di Beautiful Maria of My Soul eseguita da Banderas e Compay Segundo. Una versione rimasterizzata uscì il 30 giugno 2017, per l'etichetta Varèse Sarabande. Al Campbell di AllMusic le attribuì quattro stelle su cinque e la lodò per "dare un'eccellente introduzione alla musica latina".

## Distribuzione
La Warner Bros. pensò inizialmente a una distribuzione nei cinema il 25 dicembre 1991 ma essa fu rimandata a causa di ritardi nella postproduzione. The Mambo Kings ebbe la sua prima al Miami International Film Festival il 7 febbraio 1992 prima della sua distribuzione limitata del 28 febbraio 1992. Il 13 marzo 1992 la distribuzione fu allargata a 185 sale.

## Accoglienza

### Incassi
Alla fine della sua permanenza nelle sale, Il re del mambo aveva incassato 6 742 168 dollari in America settentrionale, ben al di sotto del suo budget di 15,5 milioni.

### Critica
L'aggregatore di recensioni Rotten Tomatoes ha dato al film un punteggio del 79% sulla base di 29 recensioni, con una media aritmetica di 6,6 su 10.
Il film ricevette recensioni per lo più positive. Peter Travers di Rolling Stone scrisse che il film "corre sull'emozione pura" e "celebra il misterioso potere di una musica che riesce a farti sentire come se stessi ballando e ti fa piegare le ginocchia". Roger Ebert del Chicago Sun-Times scrisse che "la storia è vecchia quanto il cinema, ma I re del mambo è pieno a tal punto di energia, passione e vitalità sfrenata che comunque sembra una cosa nuova". Ebert e il suo collega Gene Siskel diedero al film un voto di "due pollici alzati" nel loro prorogramma televisivo Siskel and Ebert and the Movies. Rita Kempley del Washington Post lodò il regista, scrivendo che "Glimcher mostra un gusto epicureo nella scelta del cast e del personale. l'aspetto visivo de I re del mambo è senza dubbio più ricco del testo, che è comunque rafforzato dalla nostalgia di Glimcher per l'America adolescenziale e impaziente degli anni Cinquanta". Owen Gleiberman di Entertainment Weekly scrisse: "I re del mambo è più divertente quando praticamente ti manda in delirio. È un film al quale non devi credere per godertelo". Betty Goodwin del Los Angeles Times apprezzò lo stile visivo del film: "L'innocenza della scena del mambo anni '50 pre-MTV viene espressa attraverso dettagli meticolosamente realistici e uno stile onesto".
Desson Howe del Washington Post scrisse una recensione mista, sostenendo che la pellicola fosse "filmata in modo bello e montata in modo da tenere alta l'attenzione", ma che non avesse "niente da offrire". Vincent Canby del New York Times diede al film un giudizio negativo, scrivendo: "Ci sono momenti in cui il regista sembra non sapere nemmeno dove dirigere la cinepresa. Scene che si svolgono senza un climax drammatico point. Non c'è montaggio frenetico o estetica di lusso che possa camuffare la natura amatoriale dell'opera". Nel Philadelphia Inquirer, Roger E. Hernandez criticò il film per la sua rappresentazione dei Cubani. Hernandez scrisse: "Il problema principale qui sono stati gli accenti. Si supponeva che i personaggi fossero cubani, ma con l'eccezione della star della salsa Celia Cruz, nessun lo sembrava". Kenneth Turan del Los Angeles Times criticò la regia di Glimcherscrivendo nella sua recensione: "...quando gli capita di dirigere delle sequenze drammatiche, è da solo e non ha sufficienti per portare il dramma a un punto coerente o significativo".
Desi Arnaz Jr. dichiarò il suo appoggio al film, sostenendo che con sua sorella Lucie Arnaz  aveva amato la storia che vi veniva raccontata. Egli disse: "Si tratta di una saga affascinante di persone alla ricerca del sogno americano. È la storia di mio padre. È la storia di molte persone che sono venute in questo paese con speranze e sogni". Tito Puente lodò il film prima della sua distribuzione nelle sale: "Ho visto il film due volte, e la seconda l'ho amato. La prima non sono riuscito a farmi coinvolgere. Mi sa che stavo guardando troppi dettagli. Ma ora l'ho visto una seconda volta, e penso che sia grandioso".

### Riconoscimenti
La canzone Beautiful Maria of My Soul ricevette la candidatura all'Oscar alla miglior canzone originale nel 1993. Fu candidata anche al Golden Globe 1993 nella categoria analoga, e ai Grammy Awards 1993 come miglior canzone composta specificamente per un film o la televisione. Il film ricevette una seconda candidatura ai Grammy per la miglior composizione strumentale per il brano Mambo Caliente, composto da Arturo Sandoval.
- 1993 - Premio Oscar
  - Candidatura Miglior canzone originale ad Arne Glimcher e Robert Kraft per Beautiful Maria of My Soul
- 1993 - Golden Globe
  - Candidatura Miglior canzone originale ad Arne Glimcher e Robert Kraft per Beautiful Maria of My Soul
- 1993 - Premio Grammy
  - Candidatura Miglior canzone composta specificamente per un film o la televisione ad Arne Glimcher e Robert Kraft per Beautiful Maria of My Soul
  - Candidatura Miglior composizione strumentale ad Arturo Sandoval per Mambo Caliente.

## Musical
The Mambo Kings ispirò nel 2005 un musical teatrale con lo stesso titolo. Fu prodotto da Daryl e Jordan Roth, con testi di Arne Glimcher e musica di Carlos Franzetti. The Mambo Kings ebbe la sua prima al Golden Gate Theatre di San Francisco il 31 maggio 2005. La versione teatrale vide Esai Morales e Jaime Camil nei panni di Cesar e Nestor Castillo, con un cast di contorno che comprendeva Christiane Noll, David Alan Grier, Cote de Pablo, Albita e Justina Machado. La produzione cancellò i progetti di debuttare a Broadway dopo una stroncatura critica a San Francisco.